# Bienfaisant (1754)
Il Bienfaisant era un vascello di linea francese da 64 cannoni, in servizio nella marina francese tra il 1757 e il 1758, e nella marina britannica tra il 1758 e il 1762 con il nome di HMS Bienfaisant. Il vascello fu messo in cantiere durante la vacanza delle costruzioni navali che separò la fine della guerra di successione austriaca (1748) dall'inizio della guerra dei sette anni (1755). Partecipò alla guerra dei sette anni e fu catturato dagli inglesi nel 1758, durante l'assedio di Louisbourg. Incorporato nella Royal Navy partecipò alla guerra d'indipendenza americana e poi alla guerra Rivoluzionarie e dell'Impero, venendo infine demolito nel 1814.

## Storia

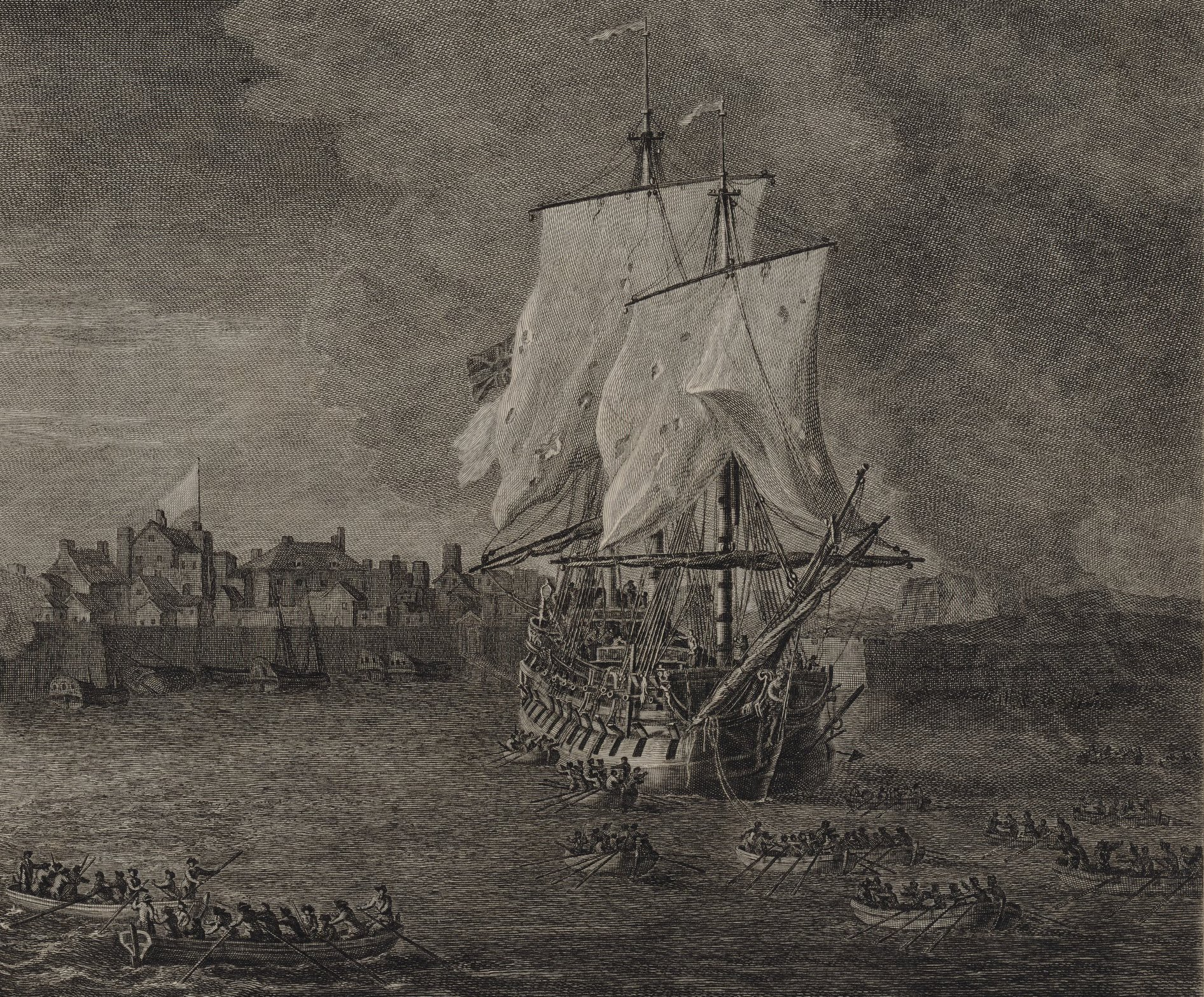
La cattura del vascello Bienfaisant a Louisburg nel 1758.

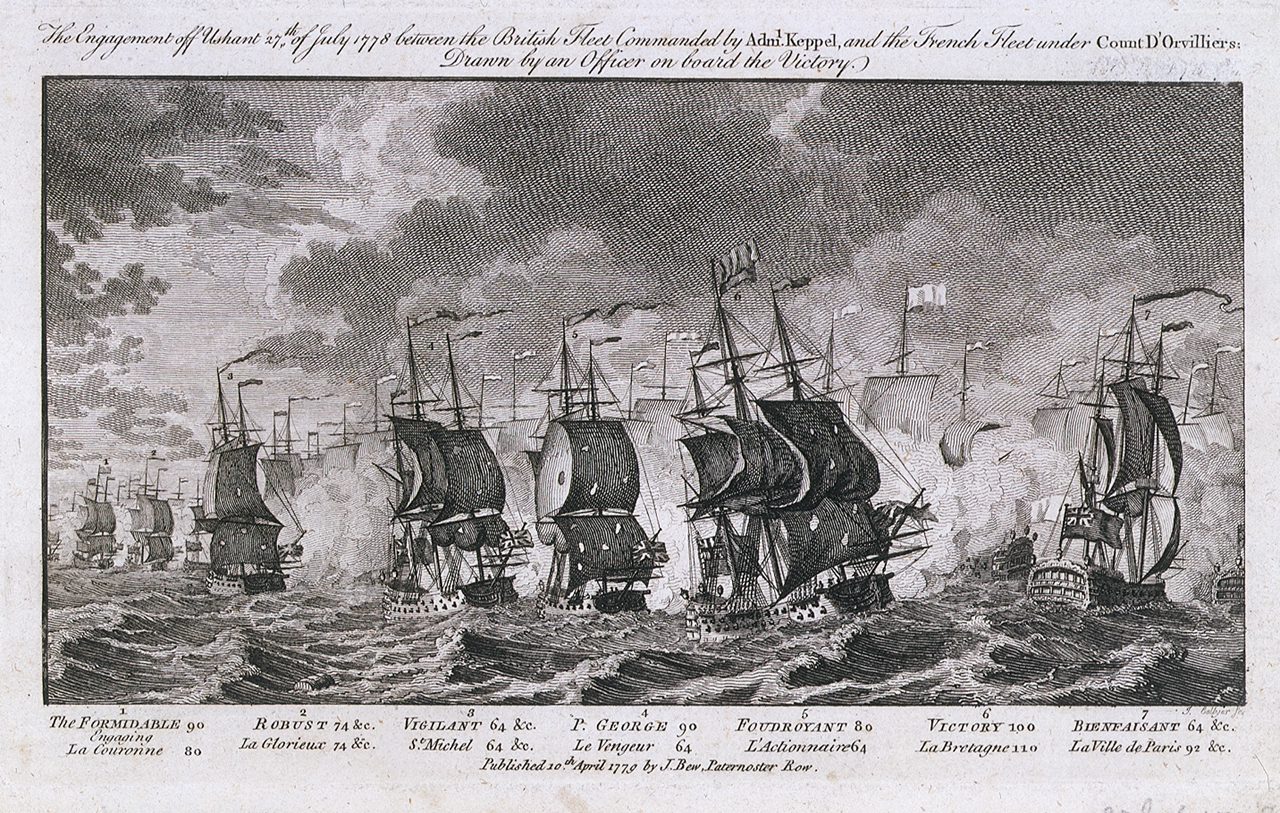
Il vascello HMS Bienfaisant impegnato in combattimento con il Ville de Paris da 92 cannoni nel corso della battaglia di Ouessant (1778).

Il vascello da 64 cannoni Bienfaisant era una nave moderatamente armata costruita secondo gli standard definiti negli anni 1730 e 1740 dai costruttori francesi per ottenere un buon rapporto costo/manovrabilità/armamento al fine di poter fronteggiare la marina inglese, che dalla fine delle guerre di Luigi XIV disponeva di molte più navi. La prima di queste fu varata nel 1735, seguita da diverse decine di altre fino alla fine degli anni settanta del XVIII secolo, quando furono definitivamente surclassate dalle navi armate con 74 cannoni. La costruzione del vascello da 64 cannoni Bienfaisant, fu impostata presso l'arsenale di Brest nel dicembre 1752, su piani costruttivi di Jean Geoffroy, e l'unità fu varata il 13 ottobre 1754 entrando in servizio nel febbraio 1756.
Lo scafo era realizzato in quercia, il sartiame in pino e le vele e le corde in canapa. L'armamento si componeva di ventisei cannoni da 24 libbre sulla prima batteria, dotata di 13 portelli per lato, ventotto cannoni da 12 libbre sulla seconda batteria, con quattordici portelli per lato, dieci cannoni da 6 libbre sul cassero di prua. Al momento del fuoco, poteva sparare una bordata del peso di 540 libbre (circa 265 kg) e il doppio se la nave sparava contemporaneamente su entrambi i lati. Ogni cannone aveva una riserva di 50-1.060 palle di cannone, senza contare le palle incatenate e i proiettili a mitraglia.
Per sfamare le centinaia di uomini del suo equipaggio il vascello imbarcava scorte di acqua dolce per due o tre mesi e di cibo per cinque o sei mesi. La nave imbarcava decine di tonnellate di acqua, vino, olio, aceto, farina, biscotti, formaggio, carne e pesce salati, frutta e verdura secca, condimenti, e persino bestiame vivo da macellare man mano che la campagna procedeva.
Sebbene la guerra con l'Inghilterra fosse iniziata nel 1755, il Bienfaisant non fu segnalato in nessuna squadra o divisione e sembra essere rimasto in porto fino al 1758, anno in cui svolse la sua prima missione. Con la situazione nell'Atlantico sempre più difficile per la flotta francese, fu inviato a Louisbourg per partecipare alla difesa di questo porto, essenziale per la sicurezza del Canada francese. Agli ordini di Monsieur de Courserac, fu armata a fluyt per imbarcare rinforzi e salpò in forza alla divisione di Louis Joseph de Beaussier de l'Isle (cinque vascelli, una fregata).  La missione partì da Brest il 10 aprile 1758. La divisione navigò senza problemi e arrivò a Louisbourg il 28 dello stesso mese, mettendosi quindi agli ordini del marchese Jean-Antoine de Charry des Gouttes, che era arrivato sul Prudent (74 cannoni).
Il 2 giugno, una potente flotta inglese di venti o ventidue navi di linea e diciotto fregate apparve davanti a Louisbourg. Scortava più di cento navi da trasporto che si accingevano a sbarcare 12.000 soldati per attaccare la città. Non potendo affrontare questa squadra il Bienfaisant, insieme alla altre navi francesi, fu costretto a rifugiarsi nel porto. Con l'inasprirsi dell'assedio, le navi francesi entrarono nel raggio d'azione dell'artiglieria inglese. Il 21 luglio 1758, alla fine della giornata, una bomba cadde su una delle navi della divisione, la  Célèbre penetrando nella santabarbara. L'esplosione che ne seguì mandò in frantumi le sue opere morte e scagliò una grande quantità di detriti infuocati sulla Entreprenant (74 cannoni) nave ammiraglia, e sulla Capricieux ancorate lì vicino. In un attimo, le corde e le vele di queste navi andarono in fiamme. Poiché la maggior parte degli equipaggi era scesa a terra per aiutare a difendere la città, fu impossibile mettere sotto controllo il fuoco, tanto più che gli inglesi, vedendo ciò che stava accadendo, iniziarono a sparare proiettili incandescenti contro le tre navi per accelerarne la fine. Con grande difficoltà i marinai riuscirono a salvare le due navi ancora intatte, la Prudent e la Bienfaisant, poiché i cannoni caricati sulle navi in preda agli incendi sparavano in tutte le direzioni quando le fiamme li raggiungevano.
Nella notte tra il 25 e il 26 luglio, gli inglesi attaccarono le ultime due navi francesi. Tra la mezzanotte e l'una del mattino, una flottiglia di barconi con 600 soldati e marinai scivolò silenziosamente lungo l'isola dell'Entrée, mentre dall'altra parte della fortezza veniva sferrato un attacco diversivo per attirare l'attenzione della guarnigione. Nel frattempo, la flottiglia si divise in due squadre che si avvicinarono al Prudent e alla Bienfaisant, riconoscibili dalle loro lanterne nonostante la nebbia e l'oscurità. Le imbarcazioni che si avvicinavano al Bienfaisant erano presidiate dagli uomini del comandante George Balfour della Aetna. Solo quando si avvicinarono alle navi, le sentinelle videro gli attaccanti e diedero l'allarme, al quale gli inglesi risposero con un formidabile hurrah mentre salivano a bordo. Gli equipaggi delle due navi francesi, la maggior parte dei quali era a terra, furono immediatamente sopraffatti.
Al rumore del combattimento, le batterie di terra francesi spararono per qualche istante, rischiando di ferire uno dei loro. In ogni caso, era troppo tardi per salvare le due navi. La Prudent' si incagliò con la bassa marea e gli inglesi le diedero fuoco. La nave fu completamente distrutta. Quanto alla Bienfaisant, essa fu rimorchiata dai barconi inglesi per essere ancorata sotto la protezione delle loro batterie a nord-est del porto. Quest'ultima azione servì a demoralizzare la guarnigione, anch'essa giunta alla fine della sua resistenza. La città capitolò il giorno stesso. Il Bienfaisant fu una delle trentasette navi di linea perse dalla Francia durante la guerra dei Sette Anni.
Integrata nella Royal Navy fu ribattezzato HMS Bienfaisant. Nel gennaio 1759 arrivò a Portsmouth dove fu acquistata dalla Royal Navy al costo di 13.636 sterline e 6 durham.  Nel maggio 1759 completò i lavori di riparazione, costati 8645 sterline, e il 4 aprile 1760 salpò per le Isole sottovento sotto il comando del captain George Balfour .  Rientrato in Gran Bretagna il 30 novembre 1761, salpò poi per il Mediterraneo ritornando in patria il 15 agosto 1763. Tra il maggio 1768 e il giugno 1771 completò un ciclo di grandi lavori di raddobbo presso il cantiere navale di Plymouth costati 22482 sterline. Il 3 giugno 1777, al comando del captain John MacBride, salpò per scortare un convoglio diretto a Madeira. Il 28 agosto catturò la fregata corsara statunitense American Tartar. Tra il marzo e il maggio 1778 completò un ciclo di lavori di raddobbo a Plymouth costati 5.460 sterline, e il 27 luglio di quell'anno prese parte alla battaglia di Ouessant. Tra l'aprile e il giugno 1779 completò il ciclo di lavori di rivestimento dello scafo con il rame a Plymouth, costati 6132 sterline. Nel settembre di quell'anno salpò per portare soccorso a Guernsey, l'8 gennaio 1780 prese parte all'attacco al convoglio proveniente da Caracas, e il 16 dello stesso mese alla battaglia di Capo San Vincenzo. Il 23 gennaio passò al comando del captain Hugh Seymour Conway, e il 6 marzo a quello di John MacBride partendo da Gibilterra il 21 dello stesso mese. Dopo un ciclo di lavori di raddobbo a Plymouth arrivò a Gibilterra il 12 aprile 1781, partecipando poi, il 14 agosto, alla battaglia di Dogger Bank al comando del captain Richard Brathwaite. Nel settembre 1781 catturò la nave corsara francese La Comtesse d'Artois da 64 cannoni. Tra il marzo e l'aprile 1782 ricevette un ciclo di lavori di raddobbo a Plymouth, e nel mese di settembre salpò per Gibilterra al comando del captain John Howorth. Tra il settembre e il dicembre 1782 fu nave di bandiera dell'ammiraglio Richard Howe.  Il 20 ottobre prese parte alla battaglia di Capo Spartel. Posto in posizione di riserva nel luglio 1783, fu trasformato in nave prigione nel luglio 1794. Di nuovo in riserva nel settembre 1801, fu riadattata a nave prigione nel giugno 1803, venendo definitivamente radiata il 19 dicembre 1809. Fu demolito a Plymouth nel novembre 1814.

### Annotazioni
1. ↑  I vascelli da 74 cannoni apparvero nove anni dopo il lancio del primo da 64 cannoni, il Borée.
2. ↑  Gli altri vascelli erano Entreprenant (74 cannoni) nave ammiraglia, il Bizarre (64), il Célèbre (64, armato a flûte), e il Capricieux (64, armato a flûte).
3. ↑  Solo il Bizarre ricevette l'autorizzazione a lasciare la piazzaforte nei primi giorni dell'attacco per segnalare a Québec l'arrivo della flotta inglese.

### Fonti
1. 1 2 3  Colledge, Warlow 2006, p. 39.
2. 1 2 3  Three Decks.
3. 1 2 3 4 5 6 7 8 9 10 11 12 13 14 15 16 17 18 19 20 21  Three Decks.
4. ↑  Villiers 2015, p. 126.
5. 1 2  Meyer, Acerra 1994, pp. 90-91.
6. ↑  Acerra, Zysberg 1997, p. 67.
7. ↑  Eccles 1972, p. 123.
8. 1 2 3  Acerra, Zysberg 1997, pp. 107-119.
9. ↑  Agh.
10. 1 2  Vergé-Franceschi 2002, pp. 1486-1487.
11. 1 2  Vergé-Franceschi 2002, pp. 1031-1034.
12. 1 2 3  Lacour-Gayet 1910, p. 390.
13. 1 2 3  Lacour-Gayet 1910, p. 532.
14. 1 2  Troude 1867, pp. 368-370.
15. 1 2 3 4 5 6 7 8  Casgrain 1891, pp. 490-500.
16. ↑  Vergé-Franceschi 2002, p. 1327.